# Dorothy Dodson
Dorothy Dodson (Dorothy Lucille Dodson; * 28. März 1919 in Chicago; † 24. Juni 2003 in Dunedin, Florida) war eine US-amerikanische Speerwerferin, Kugelstoßerin und Diskuswerferin.
Bei den Olympischen Spielen 1948 wurde sie Vierte im Speerwurf. Im Diskuswurf kam sie auf den 16. Platz, und im Kugelstoßen schied sie in der Qualifikation aus.
Von 1939 bis 1949 wurde sie elfmal in Folge US-Meisterin im Speerwurf. Dreimal holte sie den nationalen Titel im Kugelstoßen (1944, 1946, 1947) und einmal im Diskuswurf (1946). 1941, 1945 und 1946 wurde sie US-Hallenmeisterin im Kugelstoßen.

## Persönliche Bestleistungen
- Diskuswurf: 34,72 m, 1948
- Speerwurf: 42,77 m, 12. Juli 1948, Providence